# Eratigena montigena
Eratigena montigena là một loài nhện trong họ Agelenidae.
Tegenaria montigena được Eugène Simon miêu tả năm 1937.